# 国鉄ワフ29500形貨車
国鉄ワフ29500形貨車（こくてつワフ29500がたかしゃ）は、1955年（昭和30年）から1961年（昭和36年）にかけて、日本国有鉄道（国鉄）で配備された貨車（有蓋緩急車）のひとつである。

## 概要
昭和30年代の国鉄ローカル線においては、貨車に緩急車設備を追加したワフ（有蓋緩急車）が多数使用されていた。これらのローカル線は貨物扱い量が比較的少なく、なおかつ列車を牽引する機関車もC12形やC56形等の小型の機関車であることが多く、牽引定数（機関車が一度に牽引できる列車重量を表す数値）が大きくなかったことから、1両で車掌車と有蓋車を兼ねられる有蓋緩急車はうってつけの存在であった。この有蓋緩急車のうち、老朽化した車種を置き換えるために製造されたのが本形式である。
本形式は、日本車輌製造、川崎車輛、富士車輌、輸送機工業、帝國車輛工業および協三工業で650両（ワフ29500 - ワフ30149）が製造されたが、その後の二軸有蓋緩急車の新製増備は専用の車掌車に一本化され、本形式以降の有蓋緩急車の増備は在来車の改造によってまかなわれたため、本形式が「ワフ」としては最後の新製形式となった。
車体の外観等は同時期に製作されたヨ3500形（ヨ5000形）車掌車とワム90000形有蓋車の折衷的な形態をしている。

## 構造

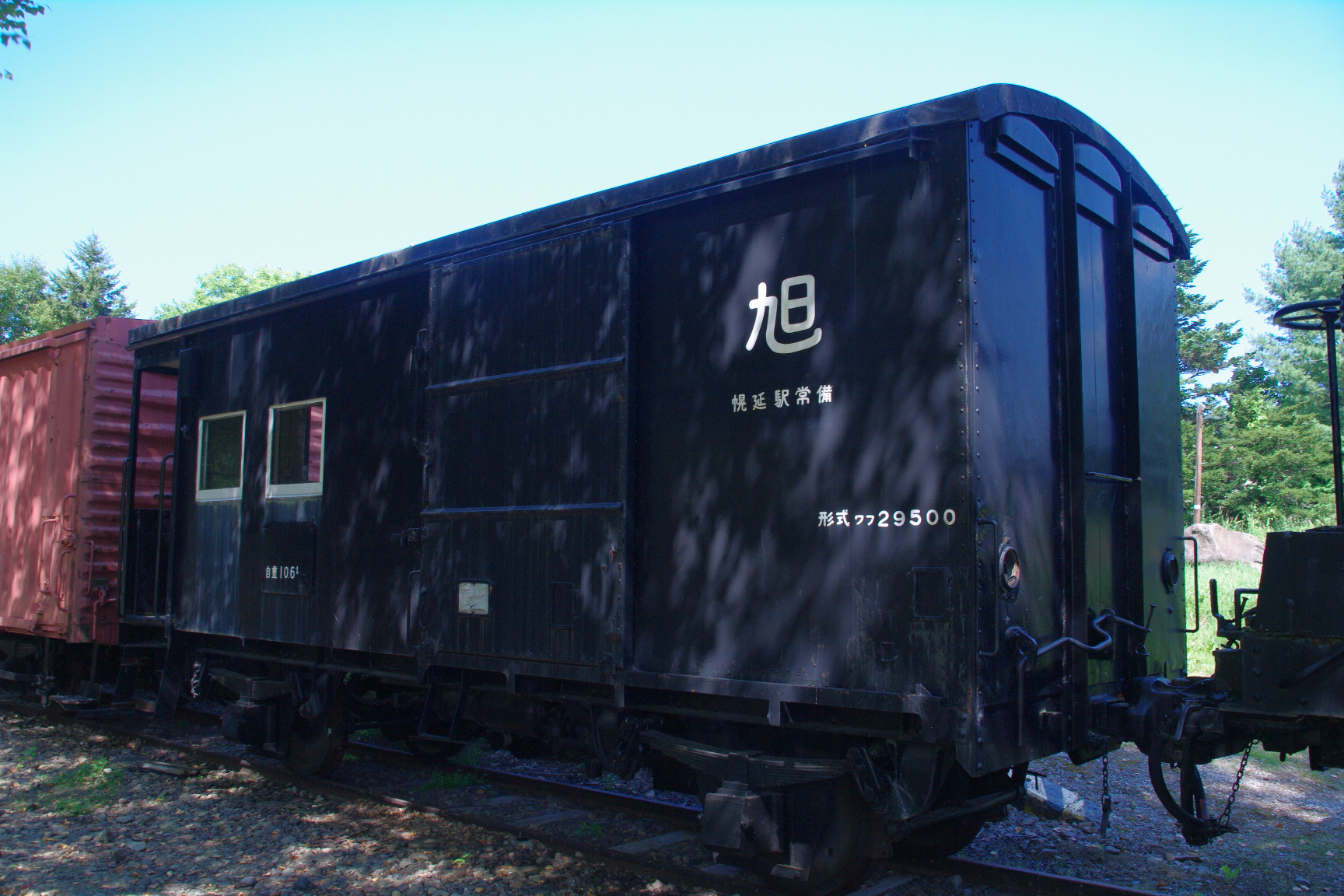
貨物室側。旧相生線北見相生駅に保存されているワフ29574

この当時使用されていた主な二軸有蓋緩急車のうち、ワフ25000形、ワフ28000形は貨物に重点を置いたため（貨物積載量:8t）に車掌室が狭く、またワフ21000形、ワフ22000形については車掌室を広くとったために貨物の積載量が少ない（貨物積載量:2t）という欠点があった。また、その後製造されたワフ29000形は、貨物積載量（7t）と車掌室面積の確保という点を両立したものの、デッキがなかったために実際に使用するにあたっての不便さが現場から指摘されていた。そこで、本形式については貨物積載量を5tとし、デッキを備えたうえに車掌室もある程度の広さを確保して、双方の折衷的な設計としている。
車内には車掌業務用として1人分の執務机・椅子、長椅子等が設けられており、車軸発電機と蓄電池を始めとする電灯設備と、暖房用石炭ストーブも新製時から備え付けられて、以前の車両よりも乗務環境が向上している。なお、塗色は全車輌黒である。
下回りは二段リンク式軸箱支持装置となっているが、貨物を積載する関係上、車掌車ほどの柔らかい担いバネを用いることができなかったため、最高許容速度は75km/hである。
また、本形式は車体の半分が貨物室となっているので、貨物積載時のバランスをとるためにデッキ下部分にコンクリートの死重が積まれている。
本形式の貨物積載量5t+車掌室+デッキという構成は、運用する側でも扱いやすかったため、ワフ25000形、ワフ29000形といった貨物室が広くデッキのない（ワフ25000形は更に車掌室も狭い）有蓋緩急車を業務環境改善のために近代化改造する際も、本形式の形態に準じて施工された。この改造で、ワフ25000形はワフ35000形式に改められたが、ワフ29000形は改番されなかったほか、ワフ35000形は本形式とは窓配置やデッキなどの外観が異なるが、ワフ29000形は本形式とほぼ同じ外観となっている。

## 運用等
本形式は、国鉄の二軸有蓋緩急車の決定版として全国のローカル線で使用された。本形式に限らず、有蓋緩急車は小口貨物や貴重品輸送、あるいは郵便車・荷物車の代用としても使われた。しかしローカル線の貨物廃止と、1985年（昭和60年）3月14日のダイヤ改正で実施された貨物列車への車掌車連結廃止によって用途を失い、1986年（昭和61年）度に形式消滅した。

## 保存・利用

日高本線鵜苫駅（本形式の車体利用駅舎）

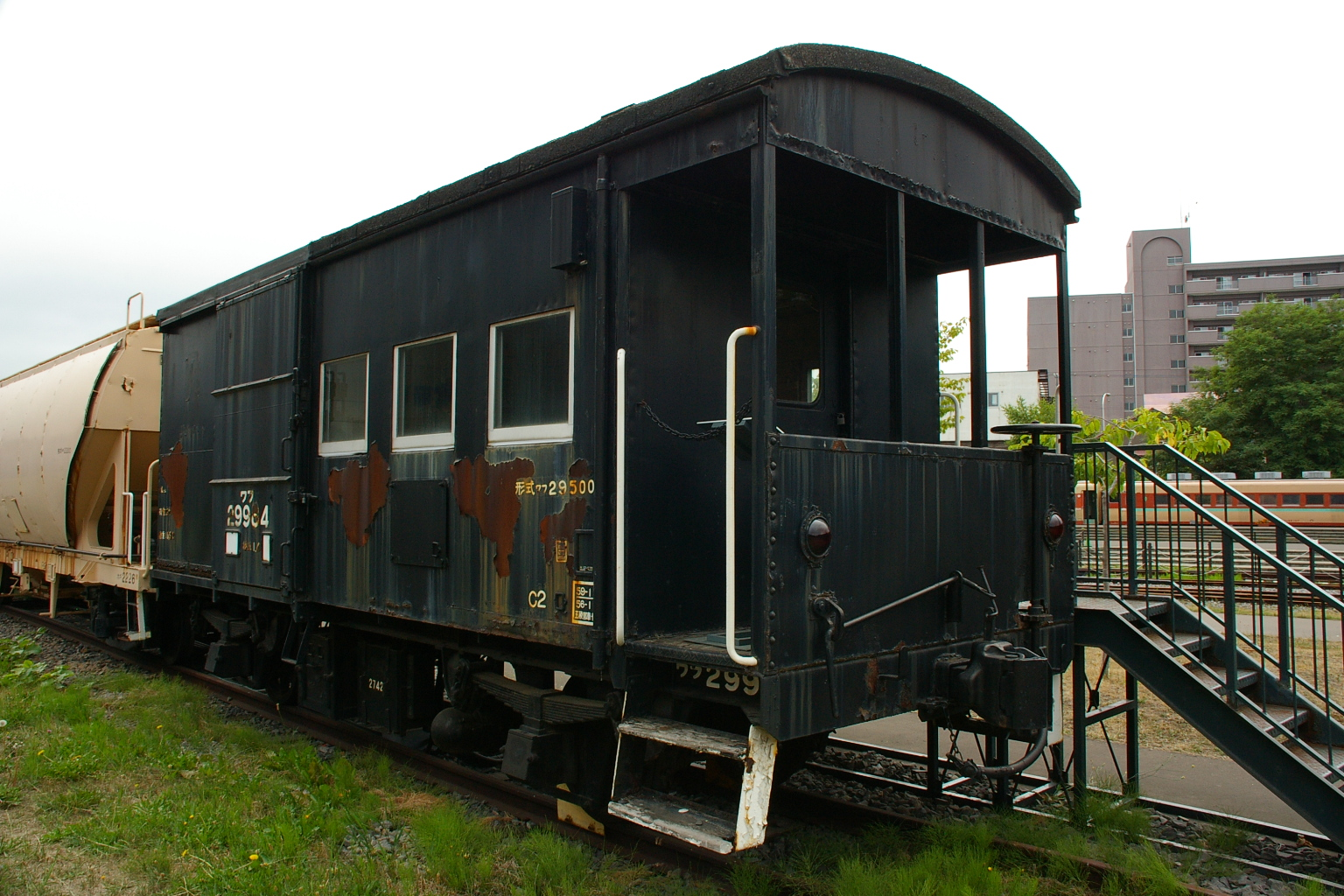
ワフ29984 小樽市総合博物館

廃車後は一部で保存されているほか、廃車体の一部は無人駅の駅舎に転用されたり、一般に売却されて事務所･倉庫等に転用･改造されたものも各地に多く存在する。
保存車については以下のとおり（ワフ29668及びワフ29603以外は、2017年4月1日現在）。
| 番号               | 所在地                                                                        | 備考 |
| ------------------ | ----------------------------------------------------------------------------- | --- |
| ワフ29570          | 北海道北見市常盤町                                                            | 個人所有 |
| ワフ29574          | 北海道網走郡津別町字相生83-1 道の駅あいおい内 相生鉄道公園 （旧北見相生駅跡） | |
| ワフ29575          | 北海道旭川市                                                                  | 個人所有 |
| ワフ29984          | 北海道小樽市手宮1丁目3-6 小樽市総合博物館                                     | |
| ワフ29668          | （北海道小樽市手宮1丁目3-7）                                                  | イタリア料理店「リストランテ トレノ」の店舗として使用されていた（同店は国鉄の客車などを改装して1984年に小樽市高島に開店し、その後、小樽市総合博物館敷地内に車両を移送して営業していた。車両はスハ43 717と連結。しかし、2021年11月3日に閉店した）。                                                           |
| ワフ29587          | 北海道岩内郡共和町南幌似38-2 幌似鉄道記念公園 （旧幌似駅跡）                  | スハフ42 507と連結されている。 |
| ワフ29826          | 岩手県北上市立花13地割67 北上市立公園展勝地                                   | C58 342、キ228と並べられている。 |
| ワフ29855          | 栃木県那須烏山市白久218-1 那珂川清流鉄道保存会                                | 貨物鉄道博物館所有 |
| ワフ29760          | 栃木県真岡市台町 真岡鐵道 真岡駅                                              | |
| ワフ29603          | 和歌山県新潟県上越市東町1-15 えちごトキめき鉄道 直江津D51レールパーク         | アチハ株式会社所有（本社：大阪府大阪市）。動態保存。2017年4月18日に有田川鉄道公園（和歌山県有田郡有田川町徳田124-1、有田川町鉄道交流館）に搬入。その以前は建築家の清家清の所有。 2020年10月より、同社が所有するヨ6114とともにえちごトキめき鉄道が借り受け、直江津駅構内の「直江津D51レールパーク」で運行中。 |
| ワフ29982          | 大分県由布市挾間町 ゆの杜竹泉敷地内                                           | |
| ワフ29932 ほか数両 | 大分県玖珠郡九重町大字田野 くじゅうエイドステーション                         | 車体のみ宿泊施設として使用されている。 |
| ワフ30044 ほか1両  | 鹿児島県曽於市大隅町中之内9146 大隅郷土館                                     | |